# Stari Pavljani
Stari Pavljani est un village appartenant à la municipalité de Bjelovar et située dans le comitat de Bjelovar-Bilogora en Croatie. En 2021, le village compte 200 habitants.